# Lingua burgunda
La lingua burgunda è una lingua germanica orientale estinta, parlata dai Burgundi, in particolare, nella sua fase finale (dal V al VII secolo), nella Gallia sud-orientale.
Si conosce poco di questa lingua. Sicuramente si tratta di una lingua germanica; l'attribuzione prevalente al ceppo delle lingue germaniche orientali si basa soprattutto sulla vicinanza geografica ai Goti nel periodo più antico (intorno al I secolo d.C.), ma tale attribuzione non è condivisa in modo unanime da tutti gli studiosi.
Le scarse fonti scritte si limitano essenzialmente a tre gruppi:
- nomi propri (iscrizioni tombali, nomi di sovrani sulle monete)
- brevi iscrizioni su fibbie e spille (p.es. il verbo uþfnþai)
- termini giuridici sparsi nella Lex Burgundia (p.es. wittimon = nozze).

Ulteriori fonti indirette sono:
- alcuni toponimi, anche se non è facile distinguere i toponimi di origine burgunda da quelli derivanti da altre lingue germaniche
- alcune presunte influenze sul franco-provenzale (l'effettiva influenza del burgundo sulle parlate neolatine della Francia sud-orientale e della Svizzera occidentale è molto incerta).